# Комарово (Архангельська область)
Комарово (рос. Комарово) — селище в Красноборському районі Архангельської області Російської Федерації.
Населення становить 417 осіб. Входить до складу муніципального утворення Куликовське сільське поселення.

## Історія
Від 2004 року входить до складу муніципального утворення Куликовське сільське поселення.

## Населення
| 2002 | 2009 | 2010 |
| ---- | ---- | ---- |
| 594  | ↘553 | ↘417 |